# 黃直
黃直（1489年—？），字以方，號卓峰，江西承宣布政使司撫州府金谿縣（今江西省金谿縣）人，軍籍，明朝政治人物、同進士出身。

## 生平
早年求學于王守仁。正德十一年（1516年），江西鄉試中第七十七名舉人。嘉靖二年（1523年）會試中，主司發策極詆王守仁的心學，黃直與同門歐陽德不阿附主司官的意思，翰林院編修馬汝驥很贊許兩位，一併中式。黃直登進士后，立即上疏陳述“隆聖治、保聖躬、敦聖孝、明聖鑒、勤聖學、務聖道”六事，后授漳州府推官。當時漳州尚鬼神之說，其任內毀壞境內各種邪教。監察御史詆毀其，送吏部降至。其在路途即上疏請嘉靖帝早日確定儲君，招致嘉靖帝大怒逮捕。后釋放，貶為沔陽判官，曾署崇陽縣知縣，有惠政父喪丁憂，除服后，恰逢楊名、黃宗明下獄，其上疏論救，嘉靖帝大怒，命逮捕下詔獄拷問，后，編戍雷州衞。雖之後釋放，久之去世。隆慶初年，贈光祿寺少卿。

## 家族
曾祖黄廷憲。祖父黄銍。父黄琳。母徐氏。严侍下。兄僖、弟仰、儀、俸、胄、倬、价。